# Maxim Roy
Pour les articles homonymes, voir Roy.
Maxim Roy, née le 7 mars 1972 à Rigaud (Vaudreuil-Soulanges, Montérégie, Québec), est une actrice canadienne. Elle est notamment connue grâce à sa participation dans plusieurs séries visant un public adolescent telles que Shadowhunters (2015, rôle de Jocelyn Fairchild) et October Faction (2020, rôle d'Alice Harlow).

## Biographie
Elle est la sœur du chanteur country, acteur et animateur de télévision Gildor Roy et la fille de Gildor Roy père, ancien maire de Rigaud.

## Filmographie

### Cinéma
- 1992 : La Vie fantôme : une étudiante
- 1992 : Coyote : Marjo
- 1993 : De l'amour et des restes humains (Love & Human Remains)
- 1995 : Curtains : Michelle
- 1997 : Les Boys : Sonia
- 1998 : Fatal Affair : Laura Maddox
- 1999 : Babel : Fanny Carat
- 2000 : Cause of Death : Missy Baldwin
- 2000 : Artificial Lies : Rachel Hart
- 2001 : Confiance aveugle (Blind Terror) : Justine
- 2001 : Témoins en sursis (Hidden Agenda) : Renee Brooks
- 2001 : Dead Awake : Chaney Streeter
- 2002 : Témoin sous protection (Federal Protection) : Marjorie Watts
- 2003 : A Woman Hunted : Karen Natov
- 2006 : The Wives He Forgot
- 2008 : WarGames 2 : Tina Rashe
- 2009 : Infected (en) : Lisa
- 2009 : Romaine par moins 30 : Sonia, l'une des colocataires de Romaine
- 2010 : L'Appât : Pinard
- 2010 : Reste avec moi : Sophie
- 2011 : Switch
- 2017 : Allure : Nancy
- 2018 : La Chute de l'empire américain : agente Carla McDuff
- 2021 : Moonfall de Roland Emmerich

### Télévision
- 1990 : Jamais deux sans toi : Jessica Laramée (alias Marie-Josée Roy)
- 1993 : Au nom du père et du fils : Judith Lafresnière
- 1995 : Zoya : les chemins du destin (Zoya) : Colette
- 1995 : Le Sorcier : Suzelle et Judith Lafresnière
- 1996 - 1999 : Virginie : Marie-Claude Roy
- 1997 : Platinum : Sasha Baley
- 1998 : Une voix en or : Madone
- 1999 : Misguided Angels : Angel Vanessa
- 2000 : Task Force: Caviar : Isabel
- 2001 - 2003 : Tribu.com : Josée Larose
- 2002 : Lance et compte : Nouvelle Génération : Michèle Béliveau
- 2002 : Le Dernier Chapitre (The Last Chapter) : Jennifer MacKenzie
- 2003 : Rudy Giuliani : Maire de New York (en) (Rudy: The Rudy Giuliani Story) : Beth Pétrone
- 2004 : Lance et compte : La reconquête : Michèle Béliveau
- 2004 : Snakes & Ladders (en) : Josee Malenfant
- 2004 - 2006 : ReGenesis : Caroline Morrison
- 2005 : L'Héritage de la passion (Murder in the Hamptons) : Lindy Fisher
- 2005 : Living with the Enemy : Bev Wallach
- 2008 : Picture This : Marsha Gilbert
- 2009 : Defying Gravity : Claire Dereux
- 2010 - 2013 : Heartland : Miranda Grenier
- 2012 - 2015 : O' : Kathleen O'Hara
- 2013 : 30 vies : Lucie Marcoux
- 2013 : Tempête solaire : Au péril de la Terre (CAT. 8) : Jane
- 2014 - : 19-2 (version anglophone) : Isabelle Latendresse
- 2016 - 2019 : Shadowhunters : Jocelyn Fray / Fairchild (15 épisodes)
- 2016 - : Le Chalet : Isabelle
- 2017 : Bad Blood : Michelle
- 2019 : Hudson et Rex : Vicky
- 2020 : October Faction (série Netflix) : Alice Harlow
- 2020 : Mirage : Jennifer
- 2020 : Blood & Treasure : Alina
- 2022 : Paris Paris de Dominic Desjardins : Jenny
- 2022 : Resident Alien : Violinda Darvell